# Sam Kutesa

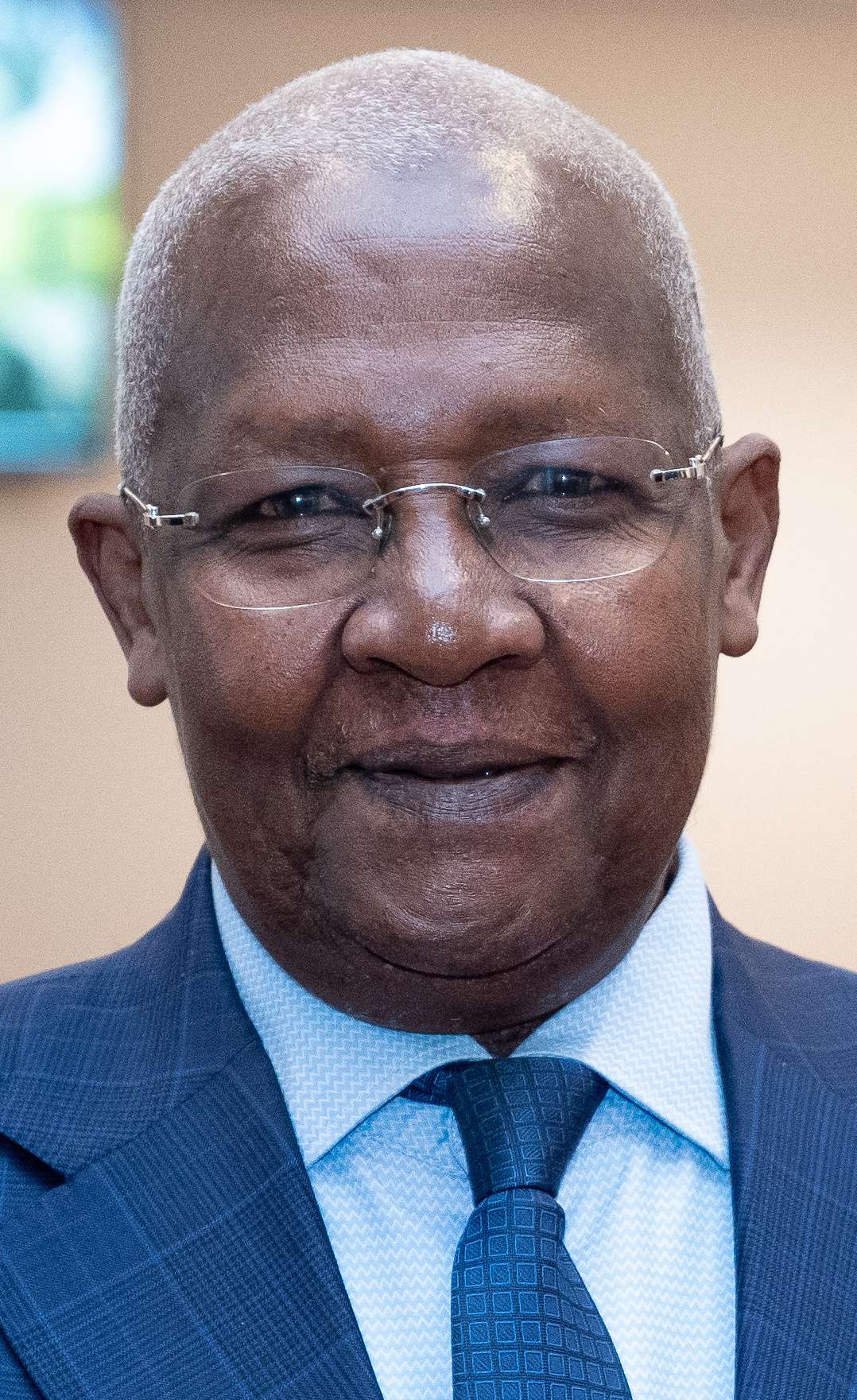
Sam Kutesa (2018)

Sam Kahamba Kutesa (* 1. Februar 1949) ist ein ugandischer Politiker.

## Biografie
Nach dem Studium der Rechtswissenschaften war er von 1973 bis 2001 als Rechtsanwalt tätig. Bereits während des Studiums war er politisch engagiert und stand mit Yoweri Museveni in Opposition zum damaligen Diktator Idi Amin. 1973 trat er der Front for National Salvation (FRONASA) von Museveni bei.
Seine eigentliche politische Laufbahn begann er jedoch 1980, als er zum Mitglied des Parlaments gewählt wurde, wo er bis 1985 den Wahlkreis Mbabara North vertrat. Anschließend war er zwischen 1985 und 1986 Generalstaatsanwalt beim Minister für Justiz und Verfassungsfragen in der Regierung von Tito Okello.
Nachdem er sich mehrere Jahre aus dem politischen Leben zurückgezogen hatte, wurde er 2001 von Präsident Museveni nach dessen Wiederwahl zum Staatsminister für Investitionen im Ministerium für Tourismus, Handel und Industrie im Kabinett von Premierminister Apolo Nsibambi ernannt.
Am 13. Januar 2005 wurde er zum Minister für Auswärtige Angelegenheiten ernannt. Im September 2005 hielt er eine Rede vor der 60. Generalversammlung der Vereinten Nationen in New York. Als im März 2004 ein Internationaler Haftbefehl gegen den Präsidenten des Sudan, Umar al-Baschir erlassen wurde, gehörte er zu den Kritikern des Haftbefehls (wie auch China, Russland, die Arabische Liga, die Afrikanische Union), die die Anklage als Hindernis für Friedensverhandlungen in Darfur betrachten. In einem Interview stellte er im August 2009 seine Einschätzung zur Lage der Konflikte in der Region, insbesondere in Somalia, dar. Im Juni 2014 wird er zum Präsidenten der UNO-Vollversammlung gewählt.
Seit 2008 ist er mit der Schwester von Musevenis Ehefrau verheiratet.
2017 wurde ihm der japanische große Orden der Aufgehenden Sonne am Band verliehen.

## Kritik
Kutesa wird von westlichen Menschenrechtsorganisationen kritisiert, weil er als Verfechter der strafrechtlichen Verfolgung von homosexuellen Menschen gilt. So hatte er die Strafverschärfung unterstützt, die im Februar 2014 von Präsident Yoweri Museveni unterzeichnet wurde. Des Weiteren soll er als Rechtsanwalt Schmiergelder von internationalen Ölfirmen angenommen haben.

## Reden
- Reducing Emissions And Stabalizing The Climate-Safeguarding Our Common Future. (PDF-Datei; 199 kB)